# Lucerna (architektura)

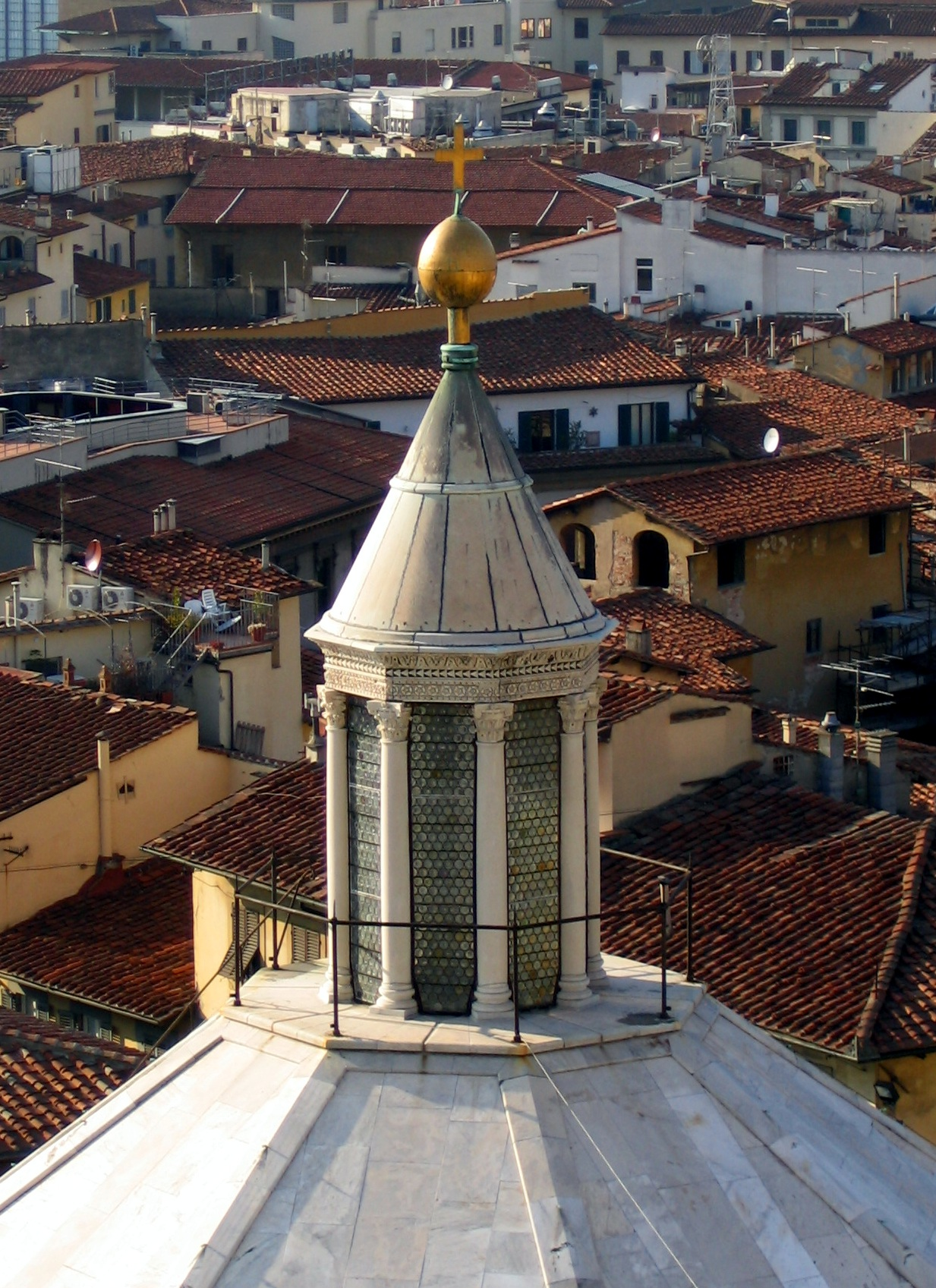
Lucerna na kupoli baptisteria ve Florencii

Lucerna nebo též laterna (lat. svítilna) je okrouhlý nebo polygonální věžovitý nástavec s okny nebo sloupky na vrcholku kupole nebo věže s bání. U kupole slouží jako zdroj přírodního světla a zároveň jako zastřešení okulu (středního otvoru na vrcholu kupole). U věží s bání má spíše dekorativní význam.
V románské a gotické architektuře se vyskytuje jen velmi zřídka. Rozšířily se současně s kupolemi v italské renesanci a v baroku. Báň s lucernou je běžná podoba kostelní věže v českých zemích. V pražské Loretě, která má dvě lucerny nad sebou, je ve spodní z nich umístěna zvonkohra. Také světské centrální stavby na zámcích a při palácích (například rondel v Jindřichově Hradci) byly opatřeny lucernami.